# Titularbistum Cebarades
Das Bistum Cebarades (italienisch diocesi di Cebarades, lateinisch Dioecesis Cebaradesensis) ist ein Titularbistum der römisch-katholischen Kirche.
Es geht zurück auf einen untergegangenen Bischofssitz in der gleichnamigen antiken Stadt, die in der römischen Provinz Africa proconsularis in der Sahelregion des heutigen Tunesien lag.
| Titularbischöfe von Cebarades |                                                  |                                           |                |                  |
| Nr.                           | Name                                             | Amt                                       | von            | bis              |
| 1                             | Abraham Kattumana Titularerzbischof pro hac vice | Apostolischer Pro-Nuntius                 | 8. Mai 1991    | 4. April 1995    |
| 2                             | Michael Richard Cote                             | Weihbischof in Portland (USA)             | 9. Mai 1995    | 11. März 2003    |
| 3                             | Dominic Mai Luong                                | Weihbischof in Orange in California (USA) | 25. April 2003 | 6. Dezember 2017 |
| 4                             | Joseph Galea-Curmi                               | Weihbischof in Malta (Malta)              | 23. Juni 2018  |                  |